# Aparecida
Aparecida – miasto i gmina w Brazylii, w stanie São Paulo. Znajduje się w mezoregionie Vale do Paraíba Paulista i mikroregionie Guaratinguetá.
W mieście znajduje się znane sanktuarium brazylijskie, w którym czci się Matkę Bożą z Aparecidy. W lipcu 2013 odwiedził je papież Franciszek.
W Aparecida rozwinął się przemysł papierniczy. Ponadto w mieście wyrabia się pamiątki oraz dewocjonalia.